# Stati per consumo annuale pro capite di sigarette di tabacco
Al 2014, il numero totale di fumatori di sigarette di tabacco ammontava a oltre 1 miliardo di persone, vale dire all'incirca al 20% della popolazione mondiale, di cui circa 800 milioni di individui di sesso maschile. Mentre la percentuale di fumatori si è stabilizzata o è andata diminuendo nei paesi sviluppati, specialmente tra la popolazione maschile, nei paesi in via di sviluppo il consumo di sigarette è in continua ascesa. Più dell'80% dei fumatori totali vive attualmente in paesi sottosviluppati o in paesi in via di sviluppo, e il 60% in soli 10 paesi, con il primato che spetta alla Cina. I fumatori rappresentano oltre la metà dei maschi adulti in Indonesia, dove si arriva al 57%, e in Cina, dove si stima che la percentuale arrivi al 53%, mentre si avvicinano alla metà in Bangladesh.
Per quanto riguarda l'Italia, dati del 2015 e 2016 riportano che i fumatori in Italia sono circa 11,9 milioni, ossia il 22% della popolazione, una percentuale che rimane prevalentemente stabile da circa 8 anni e che è incrementata di poco dal 2015 al 2016 con la percentuale della popolazione maschile che è passata dal 25,1% del 2015 al 27,3% del 2016, e quella della popolazione femminile che è passata dal 16,9% del 2015 al 17,2% del 2016. La media delle sigarette fumate da ogni consumatore in Italia è di circa 13 sigarette al giorno. Anche l'Italia si unisce poi al trend generale per quanto riguarda il fatto che il maggior consumo avviene tra una popolazione relativamente giovane (fascia 25-44 anni) e in fasce meno economicamente sviluppate.
La percentuale di adulti fumatori negli Stati Uniti d'America si è ridotta della metà tra il 1965 e il 2006 passando dal 42% al 20,8%, con un'ulteriore discesa al 18% nel 2012. Sempre negli USA, i dati dimostrano come siano presenti grandi differenze tra i vari stati con la classifica del tasso di fumatori guidata da Kentucky, Virginia Occidentale, Oklahoma e Mississippi.
Anche in Australia il tasso di fumatori è in declino ed è passato dal 22,4% della popolazione adulta nel 2001 al 16,1% nel 2011-13. Anche qui il tasso di fumatori è più elevato tra le classi meno abbienti, nelle aree rurali e tra i giovani adulti.
La seguente è una lista di stati per consumo annuale pro capite di sigarette di tabacco.

## Classifica 2014
| Posizione | Nazione/Territorio        | Numero di sigarette all'anno per persona (età ≥ 15 anni) |
| --------- | ------------------------- | -------------------------------------------------------- |
| 1         | Albania                   | 4.124,53                                                 |
| 2         | Bielorussia               | 3.831,62                                                 |
| 3         | Libano                    | 3.023,15                                                 |
| 4         | Macedonia del Nord        | 2.732,23                                                 |
| 5         | Russia                    | 2.690,33                                                 |
| 6         | Slovenia                  | 2.637,03                                                 |
| 7         | Belgio                    | 2.353,28                                                 |
| 8         | Lussemburgo               | 2.283,55                                                 |
| 9         | Cina                      | 2.249,79                                                 |
| 10        | Bosnia ed Erzegovina      | 2.233,46                                                 |
| 11        | Rep. Ceca                 | 2.194,01                                                 |
| 12        | Kazakistan                | 2.156,59                                                 |
| 13        | Azerbaigian               | 2.114,33                                                 |
| 14        | Grecia                    | 2.086,09                                                 |
| 15        | Corea del Sud             | 2.072,57                                                 |
| 16        | Austria                   | 1.987,52                                                 |
| 17        | Giordania                 | 1.855,05                                                 |
| 18        | Ucraina                   | 1.853,66                                                 |
| 19        | Ungheria                  | 1.774,6                                                  |
| 20        | Estonia                   | 1.758,63                                                 |
| 21        | Giappone                  | 1.713                                                    |
| 22        | Croazia                   | 1.709,3                                                  |
| 23        | Serbia                    | 1.687,56                                                 |
| 24        | Cipro                     | 1.643,67                                                 |
| 25        | Svizzera                  | 1.633,86                                                 |
| 26        | Tunisia                   | 1.628,46                                                 |
| 27        | Romania                   | 1.619,82                                                 |
| 28        | Slovacchia                | 1.617,59                                                 |
| 29        | Turchia                   | 1.580,91                                                 |
| 30        | Armenia                   | 1.545,13                                                 |
| 31        | Kuwait                    | 1.517,26                                                 |
| 32        | Bulgaria                  | 1.504,72                                                 |
| 33        | Germania                  | 1.480,04                                                 |
| 34        | Italia                    | 1.442,87                                                 |
| 35        | Polonia                   | 1.396,06                                                 |
| 36        | Paesi Bassi               | 1.395,97                                                 |
| 37        | Arabia Saudita            | 1.395,14                                                 |
| 38        | Cuba                      | 1.391,98                                                 |
| 39        | Georgia                   | 1.378,45                                                 |
| 40        | Danimarca                 | 1.378,23                                                 |
| 41        | Argentina                 | 1.359,4                                                  |
| 42        | Israele                   | 1.346,21                                                 |
| 43        | Libia                     | 1.332,77                                                 |
| 44        | Indonesia                 | 1.322,3                                                  |
| 45        | Filippine                 | 1.291,08                                                 |
| 46        | Malta                     | 1.266,14                                                 |
| 47        | Spagna                    | 1.264,74                                                 |
| 48        | Vietnam                   | 1.226,92                                                 |
| 49        | Egitto                    | 1.215,3                                                  |
| 50        | Iraq                      | 1.187,65                                                 |
| 51        | Montenegro                | 1.177,42                                                 |
| 52        | Canada                    | 1.154,25                                                 |
| 53        | Uruguay                   | 1.135,16                                                 |
| 54        | Lituania                  | 1.123,86                                                 |
| 55        | Portogallo                | 1.114,11                                                 |
| 56        | Moldavia                  | 1.112,8                                                  |
| 57        | Stati Uniti               | 1.083,41                                                 |
| 58        | Finlandia                 | 1.082,87                                                 |
| 59        | Algeria                   | 1.041,18                                                 |
| 60        | Lettonia                  | 1.024,09                                                 |
| 61        | Francia                   | 1.022,88                                                 |
| 62        | Brunei                    | 992,81                                                   |
| 63        | Bahrein                   | 968,68                                                   |
| 64        | Australia                 | 957,2                                                    |
| 65        | Mongolia                  | 955,72                                                   |
| 66        | Irlanda                   | 953,66                                                   |
| 67        | Cile                      | 929,55                                                   |
| 68        | Thailandia                | 925                                                      |
| 69        | Turkmenistan              | 895,24                                                   |
| 70        | Svezia                    | 868,89                                                   |
| 71        | Iran                      | 835,51                                                   |
| 72        | Laos                      | 831                                                      |
| 73        | Namibia                   | 827,48                                                   |
| 74        | Regno Unito               | 826,13                                                   |
| 75        | Papua Nuova Guinea        | 740,25                                                   |
| 76        | Emirati Arabi Uniti       | 715,01                                                   |
| 77        | Qatar                     | 697,73                                                   |
| 78        | Kirghizistan              | 682,83                                                   |
| 79        | Marocco                   | 679,95                                                   |
| 80        | Nuova Zelanda             | 671,12                                                   |
| 81        | Singapore                 | 664,98                                                   |
| 82        | Bangladesh                | 651,63                                                   |
| 83        | Guinea Equatoriale        | 649                                                      |
| 84        | Cambogia                  | 644,99                                                   |
| 85        | Figi                      | 617,69                                                   |
| 86        | Giamaica                  | 609,67                                                   |
| 87        | Corea del Nord            | 592,95                                                   |
| 88        | Seychelles                | 589,66                                                   |
| 89        | Malaysia                  | 583,67                                                   |
| 90        | Oman                      | 576,55                                                   |
| 91        | Venezuela                 | 572,84                                                   |
| 92        | Uzbekistan                | 565,39                                                   |
| 93        | Gabon                     | 559,05                                                   |
| 94        | Norvegia                  | 556,04                                                   |
| 95        | Islanda                   | 551,36                                                   |
| 96        | Sudafrica                 | 537,03                                                   |
| 97        | Tagikistan                | 533,04                                                   |
| 98        | Capo Verde                | 514,86                                                   |
| 99        | Pakistan                  | 510,59                                                   |
| 100       | Brasile                   | 503,9                                                    |
| 101       | Senegal                   | 491,78                                                   |
| 102       | Honduras                  | 489,01                                                   |
| 103       | Angola                    | 488,8                                                    |
| 104       | Nicaragua                 | 487,84                                                   |
| 105       | Costa d'Avorio            | 477,01                                                   |
| 106       | Gibuti                    | 475,89                                                   |
| 107       | Siria                     | 458,63                                                   |
| 108       | Botswana                  | 448,81                                                   |
| 109       | Costa Rica                | 432,33                                                   |
| 110       | Sudan                     | 427,75                                                   |
| 111       | eSwatini                  | 427,08                                                   |
| 112       | Belize                    | 400,1                                                    |
| 113       | Sudan del Sud             | 398,48                                                   |
| 114       | Yemen                     | 388,23                                                   |
| 115       | Antigua e Barbuda         | 361,63                                                   |
| 116       | Colombia                  | 359,39                                                   |
| 117       | Hong Kong                 | 345,32                                                   |
| 118       | Saint Vincent e Grenadine | 338,29                                                   |
| 119       | Barbados                  | 333,09                                                   |
| 120       | Messico                   | 329,26                                                   |
| 121       | Sri Lanka                 | 322,44                                                   |
| 122       | Sierra Leone              | 309,58                                                   |
| 123       | Bahamas                   | 301,22                                                   |
| 124       | Bolivia                   | 299,49                                                   |
| 125       | Rep. del Congo            | 293,84                                                   |
| 126       | Comore                    | 289,42                                                   |
| 127       | El Salvador               | 280,35                                                   |
| 128       | Mauritius                 | 261,4                                                    |
| 129       | Kenya                     | 256,57                                                   |
| 130       | Togo                      | 249,85                                                   |
| 131       | Rep. Dominicana           | 245,36                                                   |
| 132       | Mali                      | 236,09                                                   |
| 133       | Saint Lucia               | 231,55                                                   |
| 134       | Grenada                   | 224,33                                                   |
| 135       | Panama                    | 224,27                                                   |
| 136       | Maldive                   | 215,42                                                   |
| 137       | Burkina Faso              | 213,2                                                    |
| 138       | Madagascar                | 205,82                                                   |
| 139       | Birmania                  | 205,55                                                   |
| 140       | Ecuador                   | 190,98                                                   |
| 141       | Guatemala                 | 189,5                                                    |
| 142       | Camerun                   | 184,17                                                   |
| 143       | Rep. Centrafricana        | 177,76                                                   |
| 144       | Guinea-Bissau             | 174,84                                                   |
| 145       | Nigeria                   | 172,68                                                   |
| 146       | Paraguay                  | 166                                                      |
| 147       | Gambia                    | 165,93                                                   |
| 148       | Zambia                    | 164,55                                                   |
| 149       | Ciad                      | 156,31                                                   |
| 150       | Bhutan                    | 155,09                                                   |
| 151       | Mauritania                | 134,92                                                   |
| 152       | Zimbabwe                  | 133,53                                                   |
| 153       | Brunei                    | 122,1                                                    |
| 154       | Ghana                     | 120,85                                                   |
| 155       | Somalia                   | 116,66                                                   |
| 156       | Perù                      | 116,33                                                   |
| 157       | Haiti                     | 113,93                                                   |
| 158       | Eritrea                   | 113,58                                                   |
| 159       | India                     | 110,93                                                   |
| 160       | São Tomé e Príncipe       | 110,65                                                   |
| 161       | Niger                     | 105,36                                                   |
| 162       | Liberia                   | 104,36                                                   |
| 163       | Tanzania                  | 101,12                                                   |
| 164       | Burundi                   | 97,73                                                    |
| 165       | Trinidad e Tobago         | 97,03                                                    |
| 166       | Lesotho                   | 87,69                                                    |
| 167       | Afghanistan               | 83,81                                                    |
| 168       | Nepal                     | 83                                                       |
| 169       | Mozambico                 | 81,71                                                    |
| 170       | Tonga                     | 81,07                                                    |
| 171       | Malawi                    | 80,02                                                    |
| 172       | Suriname                  | 79,24                                                    |
| 173       | Guyana                    | 76,58                                                    |
| 174       | Vanuatu                   | 76,2                                                     |
| 175       | Etiopia                   | 75,8                                                     |
| 176       | RD del Congo              | 74,39                                                    |
| 177       | Samoa                     | 54,21                                                    |
| 178       | Ruanda                    | 53,24                                                    |
| 179       | Uganda                    | 41,08                                                    |
| 180       | Kiribati                  | 28,03                                                    |
| 181       | Isole Salomone            | 26,42                                                    |
| 182       | Guinea                    | 14,96                                                    |